# Kenya Air Force
La Kenya Air Force, nota anche con la sigla KAF, è l'attuale aeronautica militare del Kenya e parte integrante, assieme ad Kenya Army (esercito) e Kenya Navy (marina militare), delle Kenya Defence Forces, le forze armate keniote.
Istituita ufficialmente il 1º giugno 1964, con l'Armed Forces Act Cap 199 redatto dal governo keniota, eredita tradizioni militari e struttura dalla britannica Royal Air Force che dal 1940 aveva realizzato una propria base aerea, la RAF Eastleigh ora Moi Air Base.

## Storia

### Origini, periodo pre indipendenza
L'istituzione di una unità aerea in territorio keniano risale al 1º agosto 1940 quando venne stabilito il controllo da parte della Royal Air Force dell'aeroporto e base militare situata ad est di Nairobi, la RAF Eastleigh, direttamente al comando, dal 19 ottobre dello stesso anno, del Air Headquarters East Africa ed in seguito affiancate nel territorio coloniale da RAF Kisumu, RAF Thika e RAF Mombasa. La struttura era stata creata per controllare i territori dell'Africa orientale sotto la sovranità del Commonwealth britannico, Kenya, Uganda e Tanzania e di tutte le isole dell'Oceano Indiano occidentale in virtù dello scoppio della Seconda guerra mondiale.
Al termine del conflitto la RAF Easleigh aprì la struttura ai voli commerciali, conosciuta anche come Eastleigh Airport (ICAO: HKRE) mentre, dato il non più necessario controllo capillare del territorio, le altre basi aeree RAF sul territorio vennero sciolte. Restata quindi l'unica base operativa, la RAF Easleigh svolse compiti di presidio militare e logistica per quell'area coloniale, eseguendo con i suoi mezzi aerei un'importante mappatura della regione.
Durante i primi anni cinquanta, il crescente desiderio di acquisire l'indipendenza determinò la nascita di un movimento politico nazionalista i cui membri, i Mau-Mau, divennero poi il braccio armato dell'organizzazione Kenya Africa Union sotto il comando di Jomo Kenyatta. Per riuscire ad arginare la rivolta da loro messa in atto, le forze armate britanniche intervennero duramente utilizzando nuovamente la RAF Easleigh come quartier generale delle operazioni aeree COIN fino al 1955.
Successivamente si avviò una ristrutturazione della base aerea adeguandola agli standard del periodo ed acquisendo nuovi velivoli, il trasporto tattico Blackburn Beverley ed il caccia a reazione De Havilland DH.112 Venom.

### L'istituzione della Kenya Air Force

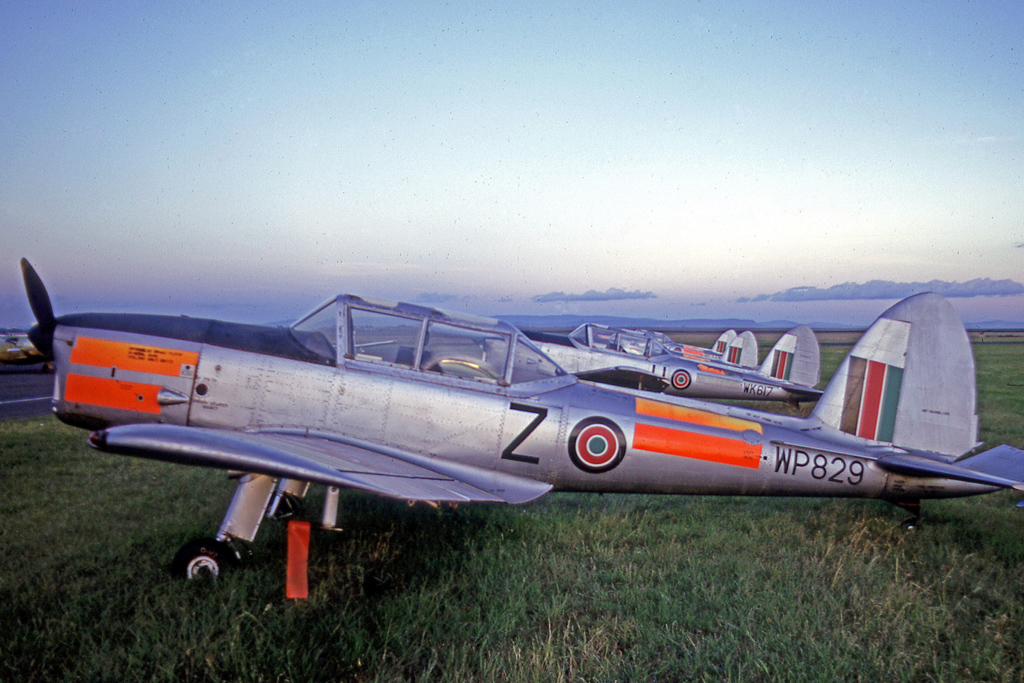
Schieramento di De Havilland Chipmunk T. Mk.10 della Kenya Air Force fotografati sul campo d'aviazione di Nairobi (Wilson) nel 1973.

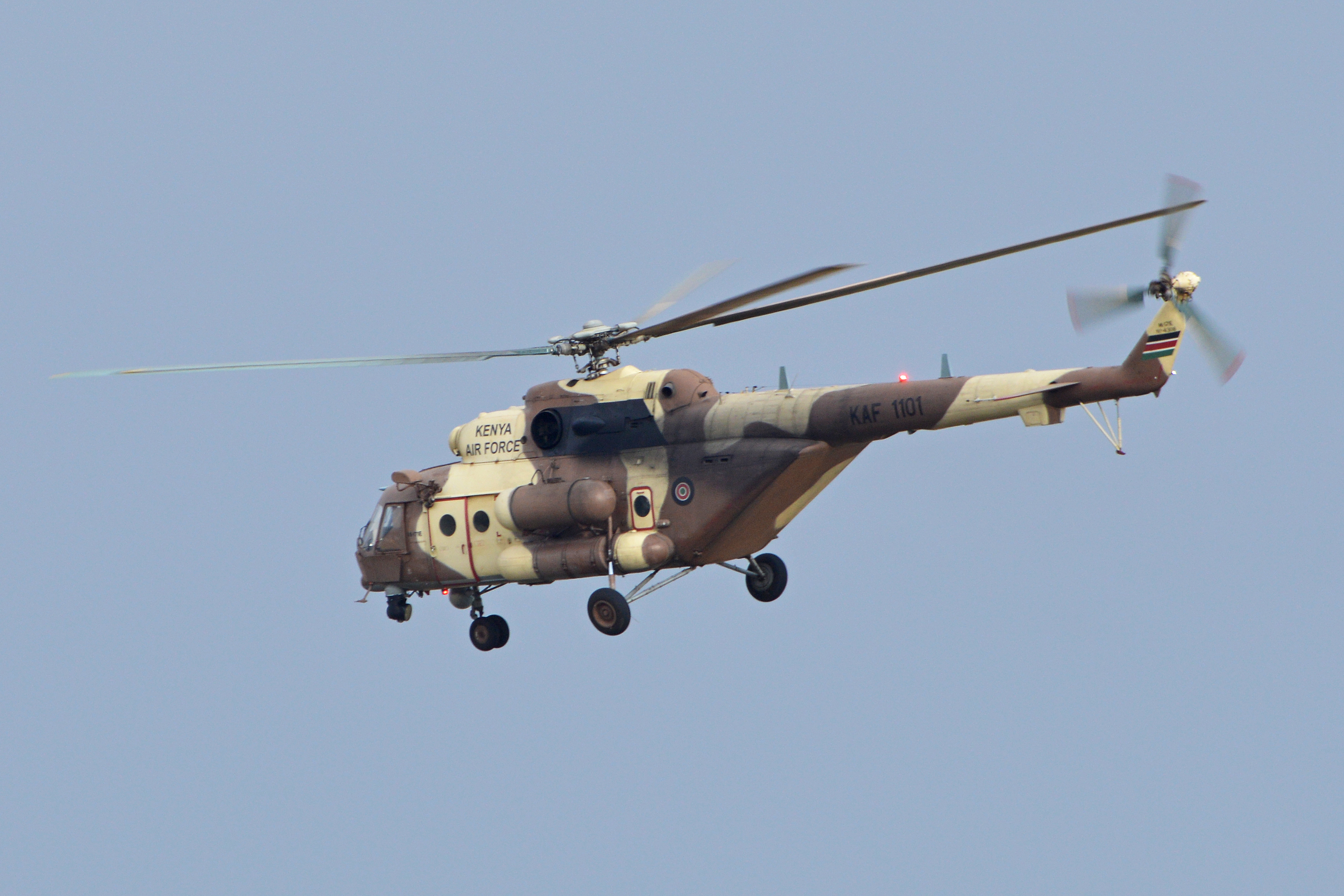
L'esemplare c/n 4308 di Mil Mi-171 fotografato sul Wilson Airport di Nairobi il 25 settembre 2014.

La Kenian Air Force fu creata ufficialmente nel giugno 1964, quando la Royal Air Force fornì aerei da addestramento primario De Havilland Canada DHC-1 Chipmunk, da trasporto leggero DHC-2 Beaver, e da trasporto medio DHC-4 Caribou. Nel 1971 arrivarono i primi velivoli a reazione, 6 addestratori BAC-167 Strikemaster Mk.87 cui seguirono nel 1972 14 addestratori primari Scottish Aviation Bulldog Mk.103 e Mk.127, e nel 1974 6 cacciabombardieri Hawker Hunter di seconda mano. L'era supersonica iniziò nel 1976 quando furono ordinati 10 caccia Northrop F-5E Tiger II e due biposti da addestramento F-5F nell'ambito del programma di assistenza americano PEACE DRUM del valore di 75 milioni di dollari, parzialmente forniti in ambito MAP. Questi aerei vennero consegnati tra il 1978-1979, ed a essi seguirono nel 1982 ulteriori due biposti F-5F, e una fornitura di 100 missili aria-superficie Hughes AGM-65 Maverick e 75 missile aria-aria Raytheon AIM-9J/P Sidewinder.
Nel 1976 arrivarono da Romania e Francia i primi elicotteri, 20 tra Aérospatiale SA 330 Puma e IAR-330L le cui consegne terminarono nel 1980, e 2 Aérospatiale SA-342 Gazelle. Inoltre in quegli anni furono acquisiti 2 Piper PA-31 Navajo da collegamento.
Nel 1977 venne avviato un piano di potenziamento della componente da trasporto con la consegna di 6 Dornier Do.28D Skyservant e 5 De Havilland Canada DHC-5D Buffalo, cui ne seguì un secondo lotto di 5 nel 1987.
Nel 1979 furono siglati due importanti contratti. Il primo prevedeva la fornitura di 40 elicotteri Hughes MD-500D/E Defender e 2.100 missili controcarro BGM-71 TOW. Dei quaranta elicotteri 15 erano dotati dei missili controcarro e dei relativi lanciatori, e gli altri erano armati di mitragliatrici e razziere. Il secondo riguardava 12 velivoli da addestramento BAe Hawk T. Mk.52, per un valore di 40 milioni di dollari, che vennero consegnati tra il 1980 e il 1982.
Proprio in quell'anno la KAF veniva considerata la più efficiente forza aerea dell'Africa nera, avendo un tasso di operatività pari al 85%, e tre tipi di aerei da combattimento e addestramento in linea. Il 1 agosto 1982 vi fu un tentativo di colpo di Stato che vide protagonisti ufficiali e quadri della forza aerea, e che una volta represso portò ad una devastante purga tra il personale dell'aeronautica, che fu sciolta e ridenominata 82th Air Force, e al comando del generale Mohamoud Mohamed andò alle dirette dipendenze dell'esercito. Il notevole ridimensionamento sul piano amministrativo che sulla parità con le altre forze armate portò ad una caduta della prontezza operativa, che scese al 50%. Per riportare la forza aerea al livello precedente nel 1986 si richiamò in servizio il generale Dedan N. Gichuru, già comandante della KAF tra il 1973 e il 1980. Gichuro avviò un programma di potenziamento, che portò al ritorno della precedente efficienza tramite l'aumento del personale a 2.000 uomini, con il reintegro di alcuni piloti e ufficiali solo marginalmente coinvolti nell'insurrezione dell'agosto 1982.
A partire dal 1988 la 82th Air Force fu coinvolta dal governo in numerose missioni di pace internazionali, sia in Africa che fuori, che portarono all'aumento degli stanziamenti finanziari. Si trattava di fornire solo supporto logistico, ma ciò comportò enormi benefici nell'ambito della rete infrastrutturale, e il programma addestrativo fu riformulato per le nuove esigenze. Durante l'operazione Restore Hope in Somalia tra il 1992 e il 1994, la FOB basata sull'aeroporto internazionale di Mombasa ospitò i grandi velivoli da trasporto americani Lockheed C-141 Starlifter e Lockheed C-5 Galaxy, fornendo loro un importante servizio di manutenzione.
Nel 1990 arrivarono i primi di 12 Embraer EMB-312 Tucano, costruiti su licenza in Gran Bretagna dalla Shorts, le cui consegne terminarono nel 1991. In quello stesso anno furono consegnati anche 3 Bombardier Dash 8 da trasporto utility e VIP. Nel corso del 1994 la 8282th Air Force ritornò alla sua antica denominazione di Kenya Air Force.
Nel 1995 venne acquistato 1 Fokker F-70ER adibito ad aereo per il trasporto presidenziale.
Nel 1997 vennero acquistati dei velivoli da trasporto Harbin Y-12, le cui consegne riguardanti 12 esemplari, terminarono nel 2000. Un esemplare, al comando del maggiore David Njoroge, andò perso il 10 aprile 2006 vicino a Marsabit. Delle 17 persone a bordo ne decedettero 14, tra cui l'ex ministro Bonaya Godana.
Nel 2007 furono acquistato dalla Giordania un lotto di 15 Northrop F-5/F di cui tre da intercettazione dotati di sistema HUAWAC e due biposti F-5F. Gli aerei erano stati sottoposti ad un programma di aggiornamento a cura della Rockwell Collins AS eseguito tra il 2009 e il 2012.
Nel 2008 fu consegnato un Cessna 208-ISR Gran Caravan per la sorveglianza, equipaggiato con un radar per il rilevamento a terra molto sofisticato. Nel 2010 vennero acquistati moderni elicotteri, 3 Mil 171E da trasporto dalla Russia, e 4 Harbin Z-9WE dalla Cina, poi portati a nove con l'acquisto di ulteriori 5 esemplari consegnati tra il 2014-2015.
Nel 2011 gli F-5E fornirono supporto alle truppe dell'esercito impegnate in Somalia nel tentativo di contrastare le milizie islamiste di Al Shabaab. Due aerei andarono persi per collisione, mentre un terzo andò perso il 4 dicembre 2014 vicino a Chisimaio, secondo fonti ufficiali per noie ai propulsori, mentre secondo Al Shaabab era stato abbattuto da un missile SAM.
Nel 2013 arrivarono 6 aerei da addestramento primario Grob G-120AK, e venne emessa un'opzione per altri sei esemplari. Ulteriori consegne hanno riguardato 8 elicotteri Bell UH-1H Huey II ricevuti dal governo americano, e 9 Aérospatiale AS 550 Fennec consegnati di seconda mano dagli Emirati Arabi Uniti.

## Distintivi ottici di riconoscimento

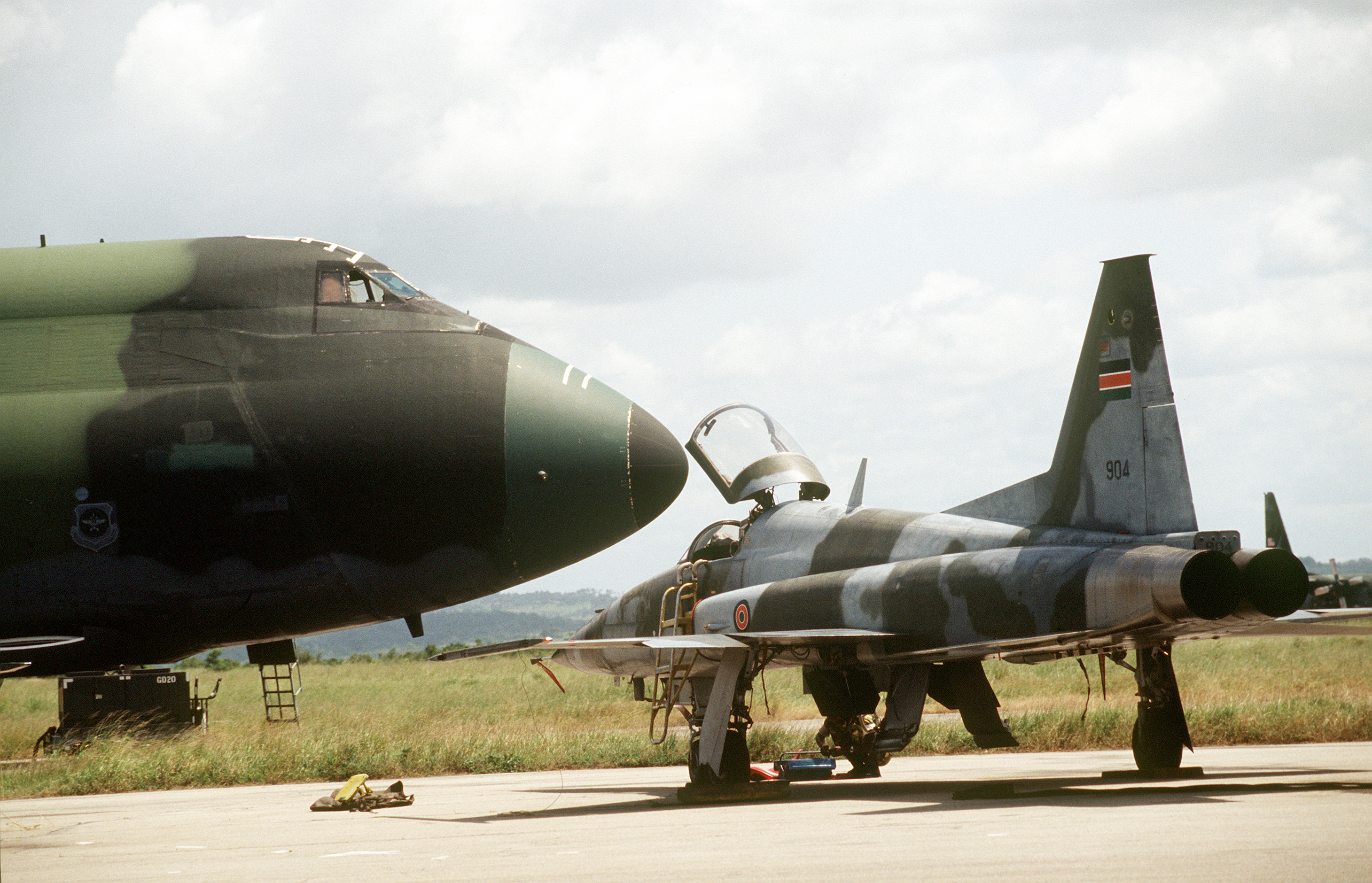
Un Northrop F-5 Tiger II keniota in sosta all'Aeroporto Internazionale Moi.

L'attuale simbolismo di riconoscimento applicato alla flotta aerea è basato sulle coccarde posizionate sulle superfici superiore ed inferiore delle ali e da un distintivo di coda posizionato sul timone.
Al momento della sua istituzione ufficiale, nel 1939, l'aeronautica militare venne costituita come reparto della britannica Royal Air Force assumendo lo stesso schema del periodo fino al suo scioglimento, nel 1945.
Dopo l'indipendenza del Kenya e l'istituzione della sua forza aerea venne adottata una coccarda tricolore che riproponeva i colori della bandiera, nero, rosso, verde, con il verde al centro ed il nero all'esterno, intervallati da una sottile fascia bianca. Anche per il Fin Flash viene riproposto lo schema della bandiera nazionale, con i tre colori riportati su un rettangolo su bande verticali intervallati da sottili fasce bianche ed applicato ai lati dell'impennaggio verticale. Benché si siano rilevati casi di diversa applicazione, lo schema prevede che il nero sia rivolto verso la parte anteriore del velivolo.

## Aeromobili in uso
Sezione aggiornata annualmente in base al World Air Force di Flightglobal del corrente anno. Tale dossier non contempla UAV, aerei da trasporto VIP ed eventuali incidenti accorsi durante l'anno della sua pubblicazione. Modifiche giornaliere o mensili che potrebbero portare a discordanze nel tipo di modelli in servizio e nel loro numero rispetto a WAF, vengono apportate in base a siti specializzati, periodici mensili e bimestrali. Tali modifiche vengono apportate onde rendere quanto più aggiornata la tabella.
| Aeromobile                           | Origine     | Tipo                                            | Versione (denominazione locale) | In servizio (2024) | Note | Immagine |
| Aerei da combattimento               |             |                                                 |                                 |                    | |          |
| Northrop F-5 Tiger II                | Stati Uniti | aereo da cacciaconversione operativa            | F-5EF-5F                        | 176                | 10 F-5E e 2 F-5F consegnati in ambito del programma Peace Drum nel 1978-1979, seguiti nel 1982 da altri 2 F-5F. Questa flotta si è ridotta a soli 8 velivoli (dopo che 6 sono andati persi tra il 1979 ed il 2001), e nel 2003 buona parte di questi era inefficiente a causa di mancanza di parti di ricambio. Dal 2007 furono consegnati 13 F-5E e 2 F-5F ex giordani, ammodernati tra il 2009 ed il 2012, di cui 3 F-5E sono andati persi in incidenti. |          |
| Air Tractor AT-802                   | Stati Uniti | aereo da ricognizione COINconversione operativa | AT-802LAT-504                   | 0                  | 12 AT-802L e 2 AT-504 da addestramento ordinati a gennaio 2017. |          |
| Aerei per impieghi speciali          |             |                                                 |                                 |                    | |          |
| Cessna 208 Grand Caravan ISR         | Stati Uniti | ISR                                             | Cessna 208B-ISR                 | 2                  | 2 consegnati nel 2015 e dotati di un sofisticato radar per seguire i movimenti a terra. |          |
| Aeromobili a pilotaggio remoto - UAV |             |                                                 |                                 |                    | |          |
| Baykar Bayraktar TB2                 | Turchia     | UAV                                             | TB2                             | 6                  | Un numero non ancora noto di TB2 ordinati, ma almeno 6 risultavano consegnati al 31 dicembre 2024. |          |
| Aerei da trasporto                   |             |                                                 |                                 |                    | |          |
| Alenia C-27J Spartan                 | Italia      | aereo da trasporto tattico                      | C-27J                           | 3                  | 3 ordinati a febbraio 2018. I primi due esemplari sono stati consegnati a febbraio 2020, l'ultimo a novembre dello stesso anno. |          |
| de Havilland Canada DHC-5 Buffalo    | Canada      | aereo da trasporto tattico                      | DHC-5D                          | 3                  | 10 consegnati in due lotti tra il 1977 ed il 1987. |          |
| de Havilland Canada DHC-8 Dash 8     | Canada      | aereo da trasporto                              | DHC-8                           | 3                  | 3 consegnati dal 1990. |          |
| Fokker 70                            | Paesi Bassi | aereo da trasporto                              | F70                             | 1                  | 1 consegnato nel 1995 ed utilizzato per il trasporto VIP. |          |
| Harbin Y-12                          | Cina        | aereo da trasporto multiruolo                   | Y-12Y-12-II                     | 8                  | 12 consegnati tra il 1997 ed il 2000. La KAF ha dal 2006 al 2021 ha perso 4 aerei, rispettivamente il 10 aprile 2006, il 12 maggio 2014, il 4 agosto 2020 e l'ultimo il 12 gennaio 2021. |          |
| Dornier Do 28 Skyservant             | Germania    | aereo da trasporto leggero                      | Do-28D                          | 2                  | 6 Do-28D acquistati nel 1977-1978. |          |
| PZL Mielec M28 Skytruck              | Polonia     | aereo da trasporto leggero                      | C-145A                          | 3                  | 3 C-145A ex USAF ordinati nel 2016, il primo dei quali è stato consegnato a febbraio 2021. Secondo esemplare consegnato a fine giugno 2021. |          |
| Cessna 208 Caravan                   | Stati Uniti | aereo da trasporto                              | C208                            | 2                  | 2 C208 consegnati. |          |
| Aerei da addestramento               |             |                                                 |                                 |                    | |          |
| Scottish Aviation Bulldog            | Regno Unito | aereo da addestramento                          | T-103T-127                      | 7                  | 14 acquisiti tra il 1972 ed il 1977. |          |
| Short Tucano                         | Regno Unito | aereo da addestramento                          | T-51                            | 11                 | 12 consegnati dal 1990. |          |
| Grob G 120                           | Germania    | aereo da addestramento                          | G120A-KG120TP                   | 59                 | 6 G120A-K consegnati tra il novembre e il dicembre del 2013, uno andato perso il 28 marzo 2018. Ulteriori 9 G120TP consegnati tra maggio ed agosto del 2021. |          |
| Elicotteri                           |             |                                                 |                                 |                    | |          |
| Aérospatiale SA 330 Puma             | Francia     | elicottero da trasporto                         | SA 330GIAR 330L                 | 13                 | 20 consegnati dal 1976 ed il 1980, alcuni dei quali sono IAR330L prodotti dalla IAR. |          |
| Bell UH-1 Huey II                    | Stati Uniti | Elicottero utility                              | UH-1H                           | 7                  | 8 esemplari consegnati tra il dicembre 2016 e luglio 2017. |          |
| Bell AH-1 Cobra                      | Stati Uniti | elicottero d'attacco                            | AH-1F                           | 3                  | Consegne di esemplari ex giordani iniziate a maggio 2017, non si conosce il numero esatto in organico, ma alcune foto satellitari dicono che sono 3 a dicembre 2017. All'aprile 2022 dovrebbero essere 6 gli esemplari ordinati, e 3 quelli in servizio. |          |
| Mil Mi-17 Hip                        | Russia      | Elicottero utility                              | Mi-171E                         | 1                  | 3 consegnati nel 2010. |          |
| AgustaWestland AW139                 | Italia      | elicottero utility                              | AW139                           | 3                  | 3 AW139 ordinati nel 2018 e tutti in servizio al marzo 2021. |          |
| Aérospatiale AS 550 Fennec           | Francia     | elicottero utility                              | AS 550C3                        | 8                  | 9 AS 550C3 ex Emirati Arabi Uniti consegnati dal settembre 2018. |          |

## Aeromobili ritirati

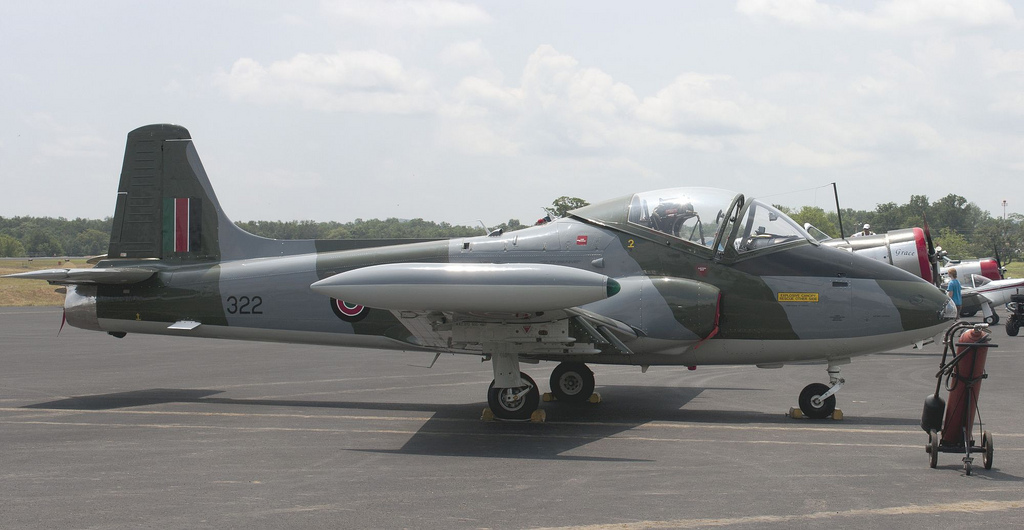
Un BAC 167 Strikemaster privato in livrea KAF.

- BAC 167 Strikemaster caccia (in servizio dal 1971) (venduti al Botswana 1993-94)
- BAE Hawk Mk. 52 (in servizio dal 1980, 8 o più esemplari)
- Hawker Hunter Aereo da caccia (comprati dalla RAF, operativi nel periodo 1974-79)
- De Havilland Canada DHC-1 Chipmunk Aereo da addestramento (1964-74)
- De Havilland Canada DHC-2 Beaver bush planes (1964-83)
- De Havilland Canada DHC-4 Caribou Aereo da trasporto tattico (1966-87)
- Piper PA-31 Navajo
- Aérospatiale Gazelle

### Annotazioni
1. ↑  Questi velivoli sono stati ceduti nel 1993 al Botswana.
2. ↑  Un velivolo fu poi adattato per la ricognizione fotografica.
3. ↑  Bonaya Godana si trovava a bordo insieme ad alcuni altri esponenti politici.

### Fonti
1. 1 2 3 4 5 6 7 8 9 10 11 12 13 14 15 16 17 18 19 20 21 22 23 24 25 26 27 28 29 30 31 32 33 34 35 36 37 38 39 40 41 42 43 44 45 46 47 48 49 50 51 52  "La prova del fuoco: le Forze Armate del Kenya e la guerra somala" - "Rivista italiana difesa" N. 10 - 10/2017 pp. 58-65
2. ↑  "COMMANDER KENYA AIR FORCE", su kaf.mod.go.ke, URL consultato il 29 settembre 2017.
3. 1 2 3 4 5  (EN) History of Kenya Air Force [collegamento interrotto], su The Kenya Air Force, http://www.mod.go.ke/Kafsite/home.htm, 11 dicembre 2006. URL consultato l'8 luglio 2010.
4. ↑  Da Frè 2017, p. 63.
5. ↑  (EN) Military Aircraft Insignia - K, su Military Aircraft Insignia, http://www.aircraft-insignia.com/index.htm. URL consultato il 1º agosto 2010.
6. ↑  Kenyan Air Force flags in Flags of the World.
7. 1 2 3 4 5 6 7 8 9 10 11 12 13 14 15 16 17 18 19 20  (EN) World Air Force 2025 (PDF), su Flightglobal.com,  p. 22. URL consultato il 4 dicembre 2024.
8. 1 2 3 4 5 6 7 8 9 10 11 12 13 14 15 16 17 18 19 20 21 22 23 24 25 26 27 28 29 30 31 32 33 34 35 36 37 38 39 40 41 42 43  "Le forze aeree del mondo. Kenya" - "Aeronautica & Difesa" N. 427 - 5/2022 pag. 68
9. ↑  "KENYA TO FIELD AIR TRACTOR LIGHT ATTACK TURBOPROPS" Archiviato il 29 settembre 2017 in Internet Archive. su janes.com, 24 gennaio 2017, URL consultato il 29 settembre 2017.
10. 1 2  "KENYA RECEIVES BAYRAKTAR TB2 DRONES FROM TURKEY", su military.africa, 31 dicembre 2024, URL consultato il 5 gennaio 2025.
11. 1 2  "KENYA ACQUIRES 6 TURKISH-BUILT DRONES THAT COST $5 MILLION A PIECE", su nairobiwire.com, 3 gennaio 2025, URL consultato il 5 gennaio 2025.
12. 1 2  "CONSEGNATO IL TERZO ED ULTIMO C-27J SPARTAN AL KENYA", su aresdifesa.it, 5 novembre 2020, URL consultato il 6 novembre 2020.
13. 1 2  "IL KENYA RICEVE I PRIMI 2 C-27J" Archiviato il 5 febbraio 2020 in Internet Archive., su portaledifesa.it, 4 febbraio 2020, URL consultato il 5 febbraio 2020.
14. 1 2 3 4  "CONSEGNATI AL KENYA I PRIMI DUE C-27J SPARTAN", su aresdifesa.it, 4 febbraio 2020, URL consultato il 5 febbraio 2020.
15. 1 2  "Consegnati due C-27J al Kenya" - "Aeronautica & Difesa" N. 401 - 03/2020 pp. 26-27
16. ↑  "NUOVE CONFERME DALL’AFRICA PER IL C-27J DI LEONARDO", su airpressonline.it, 2 luglio 2018, URL consultato il 2 luglio 2018.
17. 1 2  "CARGO C-27J ED ELICOTTERI AW-139 PER IL KENYA", su analisidifesa.it, 30 giugno 2018, URL consultato il 2 luglio 2018.
18. 1 2  "KENYA ORDERS C-27J TRANSPORT, AW139 HELICOPTERS", su defenceweb.co.za, 29 giugno 2018, URL consultato il 2 luglio 2018.
19. ↑  "Il governo del Kenya ha ordinato tre C-27J Spartan e alcuni elicotteri (probabilmente quattro) AW139" - "Aeronautica & Difesa" N. 382 - 08/2018 pag. 19
20. ↑  "Tre C-27J ed elicotteri per il Kenya" - "Rivista italiana difesa" N. 8 - 08/2018 pag. 16
21. 1 2  "KENYA AIR FORCE HARBIN Y12 CRASH", su scramble.nl, 12 gennaio 2021, URL consultato il 17 gennaio 2021.
22. 1 2  "SECOND SKYTRUCK FOR KENYA", su scramble.nl, 29 giugno 2021, URL consultato il 29 giugno 2021.
23. 1 2  "KENYA RECEIVES FIRST C-145 TRANSPORT AIRCRAFT", su defenceweb.co.za, 11 febbraio 2021, URL consultato il 12 febbraio 2021.
24. ↑  "PZL M28 SKYTRUCK FOR KENYA?", su scramble.nl, 25 gennaio 2021, URL consultato il 25 gennaio 2021.
25. 1 2 3 4 5 6  "GROB G120TP TRAINERS FOR KENYA", su defenceweb.co.za, 14 settembre 2021, URL consultato il 14 settembre 2021.
26. 1 2 3 4 5  "AN ADDITIONAL THREE GROB G120TPs HAVE BEEN DELIVERED TO THE KENYAN AIR FORCE (KAF)", su key.aero, 27 agosto 2021, URL consultato il 14 settembre 2021.
27. 1 2  "FINAL HUEY IIs DELIVERED TO KENYA" Archiviato il 23 luglio 2017 in Internet Archive., su janes.com, 20 luglio 2017, URL consultato il 20 luglio 2017.
28. 1 2  KENYAN DISPLAYS NEW AH-1 COBRAS" Archiviato il 13 dicembre 2017 in Internet Archive., su janes.com, 13 dicembre 2017, URL consultato il 13 dicembre 2017.
29. ↑  "Kenya. Elicotteri Cobra per le forze armate" - "Aeronautica & Difesa" N. 378 - 04/2018 pag. 74
30. 1 2  "CONSEGNATI I TRE ELICOTTERI LEONARDO AW139 AL KENYA", su analisidifesa.it, 5 marzo 2021, URL consultato il 5 marzo 2021.
31. 1 2  "Kenya. Nove AS550 Fennec" - "Aeronautica & Difesa" N. 385 - 11/2018 pag. 75
32. 1 2  "KENYA RECEIVES FENNEC HELICOPTERS" Archiviato il 6 settembre 2018 in Internet Archive., su janes.com, 6 settembre 2018, URL consultato il 6 settembre 2018.
33. 1 2  "KENYA AIR FORCE INDUCTS FENNEC HELICOPTERS" Archiviato il 17 settembre 2018 in Internet Archive., su janes.com, 17 settembre 2018, URL consultato il 17 settembre 2018.

### Periodici
- Giuliano Da Frè, La prova del fuoco: le Forze Armate del Kenya e la guerra somala, in Rivista Italiana Difesa, n. 10, Chiavari, Giornalistica Riviera Soc. coop., ottobre 2017,  pp. 58-65.